# Cidnopus obienesis
Cidnopus obienesis là một loài bọ cánh cứng trong họ Elateridae. Loài này được Cherepanov miêu tả khoa học năm 1966.